# Amphisbaena cuiabana
 (novembre 2023).
Espèce
Synonymes
- Cercolophia cuiabana Strüssman & Carvalho, 2001

Amphisbaena cuiabana est une espèce d'amphisbènes de la famille des Amphisbaenidae.

## Répartition
Cette espèce est endémique du Mato Grosso au Brésil. Elle a été découverte à Cuiabá.

## Publication originale
- Strüssman & Carvalho, 2001 : Two new species of Cercolophia Vanzolini 1992 from the state of Mato Grosso, western Brazil (Reptilia, Amphisbaenia, Amphisbaenidae). Bollettino del Museo regionale di Scienze naturali, Torino, vol. 18, p. 487-505.